# Burl Lakes
Burl Lakes är sjöar i Kanada.   De ligger i provinsen Ontario, i den sydöstra delen av landet, 500 km nordväst om huvudstaden Ottawa. Burl Lakes ligger 341 meter över havet. De ligger vid sjöarna  Arras Lake Tomwool Lake och Verona Lake.
I omgivningarna runt Burl Lakes växer i huvudsak blandskog. Trakten runt Burl Lakes är nära nog obefolkad, med mindre än två invånare per kvadratkilometer.